# Psicologia adolescent

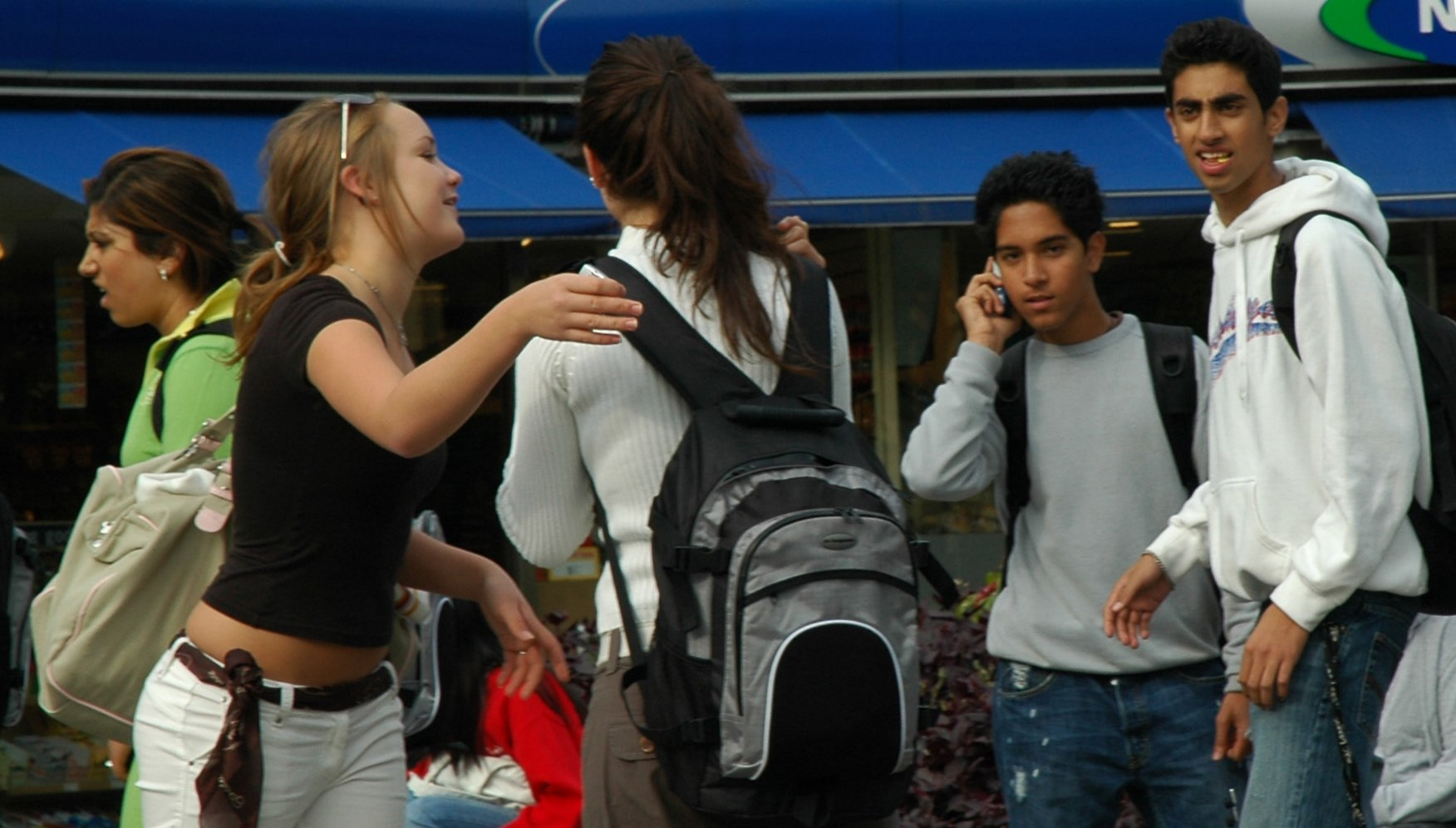
Adolescents a Oslo, Noruega

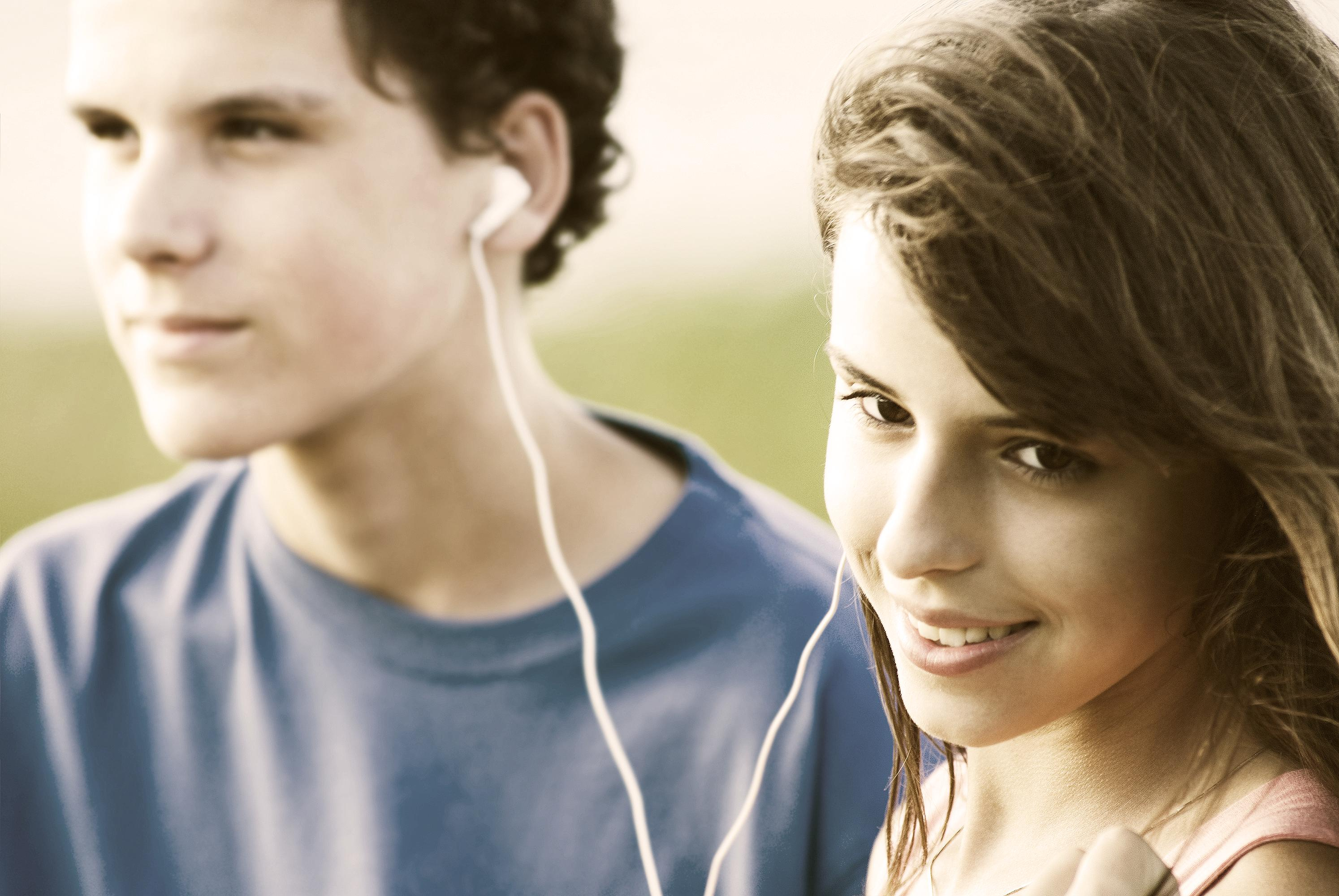
Adolescents

La psicologia adolescent és una branca de la psicologia social, que estudia el comportament, la manera de ser, de pensar, i d'actuar dels adolescents.
L'adolescència és una etapa entre la infantesa i l'edat adulta. L'adolescència no és igual a tot arreu. Als països del món occidental, el pas cap a la maduresa és molt més llarg i provoca els popularment anomenats "problemes d'adolescents", mentre que a algunes societats tribals aquest període dura relativament menys o és inexistent. El fenomen és relativament recent, ja que en el passat molts nens passaven de l'etapa dels jocs a formar part del món laboral, considerant-los per tant adults, sense passar l'etapa intermèdia de l'adolescència.

## Les etapes de l'adolescència
Dos anys abans de la pubertat, l'adolescent passa per un període anomenat pubescència, en el qual es produeix el canvi fisiològic que permet l'aparició dels caràcters sexuals secundaris, i permet la reproducció en l'adolescent.
Tot això provoca l'aparició de molts canvis sobtats i irregulars en el cos i la manera de comportar-se de l'adolescent. Molts cops, aquests canvis poden ocasionar rebuig en l'adolescent, que veu com canvia sobtadament de com havia sigut fins aleshores.
Més endavant s'arriba a l'etapa de la pubertat. Aleshores, els canvis que s'havien anat succeint es tornen molt més regulars del que eren, i assoleixen més importància. Aquests canvis no apareixen de forma instantània, sinó progressiva. A part, no hi ha cap canvi que sol pugui significar l'arribada o no a la maduresa (ni tan sols l'aparició de la menstruació en les noies o l'ejaculació en els nois): s'arriba a la maduresa amb tot el conjunt dels canvis, no només amb un de sol.

Gràfic on es veuen les etapes de l'adolescència

## Aparició de la personalitat
L'adolescència és l'edat principal de formació de la personalitat. És durant aquesta etapa en la qual els joves formen les seves idees (o almenys una base de les seves idees), i pocs cops les canviaran al llarg de la seva vida. Aquests són els seus trets principals, psicològicament parlant:
- cerca de nous referents, diferents a la família, fet que pot desembocar en la rebel·lia contra el món adult
- importància del grup d'iguals
- descoberta de la sexualitat
- adquisició del pensament abstracte, que possibilita la implicació en moviments i grups socials i els estudis superiors
- inestabilitat emocional
- creació de normes morals noves, sovint desafiant els límits establerts (es pot plasmar en el desig de tenir conductes de risc o l'ànsia diferenciar-se de la resta per la roba o la parla)
- tendència a la idealització o demonització de les institucions, corrents, persones o idees

En definitiva, l'adolescent molts cops desitja la soledat i tranquil·litat, però al mateix temps també necessita al grup, i és aquest grup el que exerceix una gran influència sobre ell.

## Possibles problemes dels adolescents

### Ansietat
L'adolescent és una persona nerviosa per naturalesa, degut sobretot als canvis que es produeixen en el seu cos. L'ansietat és normal en les persones, però és molt important que es mantingui dintre d'uns límits, per a no interferir negativament en la vida de l'adolescent.
Els adolescents amb alts nivells d'ansietat poden mostrar-se insegurs, perfeccionistes, i tindran una gran necessitat d'aconseguir l'aprovació dels altres per a sentir-se bé amb el qual fan. Confien poc en ells mateixos. Un tipus d'ansietat típicament adolescent és l'ansietat que els seus pares se separin, sobretot si arriba a ser per culpa seva.

### Estrès
L'adolescent no té una vida tranquil·la, i molts cops acaba passant per situacions de gran estrès, ja siguin exàmens, trencaments de parella, etc. Alguns adolescents saben encaixar molt bé l'estrès, i se’n surten airosos. Altres, en canvi, se senten incapaços de superar aquestes situacions. És a dir, tenen problemes d'adaptació a les situacions difícils.

### Agressivitat
En qualsevol tipus de comportament humà hi ha un component químic i un altre d'aprés. Aquesta és la raó per la qual, en una situació similar, dues persones poden reaccionar de manera molt diferent.
L'agressivitat podria ser una resposta apresa. Sembla que molts nens humiliats i maltractats en la seva infància, quan creixen i arriben a ser adults o adolescents, es tornen molt insensibles a aquests tipus de situacions de maltractament, i les tornen a repetir, però aquest cop sent ells els agressors.
A més, en l'adolescència es deixen els antics valors de la infància, i l'adolescent surt a buscar-n'hi uns de nous. La decepció amb què poden veure el món, pot ser un inici d'aquesta agressivitat, i de donar la culpa de tot a la família del que no els agrada del món.

### Manies i obsessions
Tothom té petites manies, però sembla que durant l'època d'adolescència, aquestes augmenten fins a un grau difícil d'explicar. Aquestes manies i obsessions, si es porten fins a un extrem, poden arribar a ser perjudicials, tant per a l'adolescent com per als que l'envolten. L'obsessió més gran dels adolescents és la seva salut física i el seu aspecte. És habitual que l'adolescent es guardi aquestes obsessions en secret, almenys durant un temps.
Principals manies i obsessions dels adolescents:
- Excessiva pulcritud pel material escolar, l'habitació...
- Temor a contaminacions.
- Neteja repetitiva dels utensilis de menjar.
- Evitar tocar determinades coses que hagi pogut tocar qualsevol.

### Depressió
La depressió és un estat d'ànim molt comú en l'adolescent. Sofreix molts canvis, i molt diferents, en molt poc espai de temps, i això provoca molts canvis d'humor. Passar d'estar molt feliç a estar deprimit és molt habitual en els adolescents.
És per això que costa molt diagnosticar la depressió en l'adolescència, pel fet que els ànims dels adolescents són tan variables. Molts cops, a més, l'estat depressiu pot estar ocult degut al consum d'alcohol o drogues.

### Les amistats

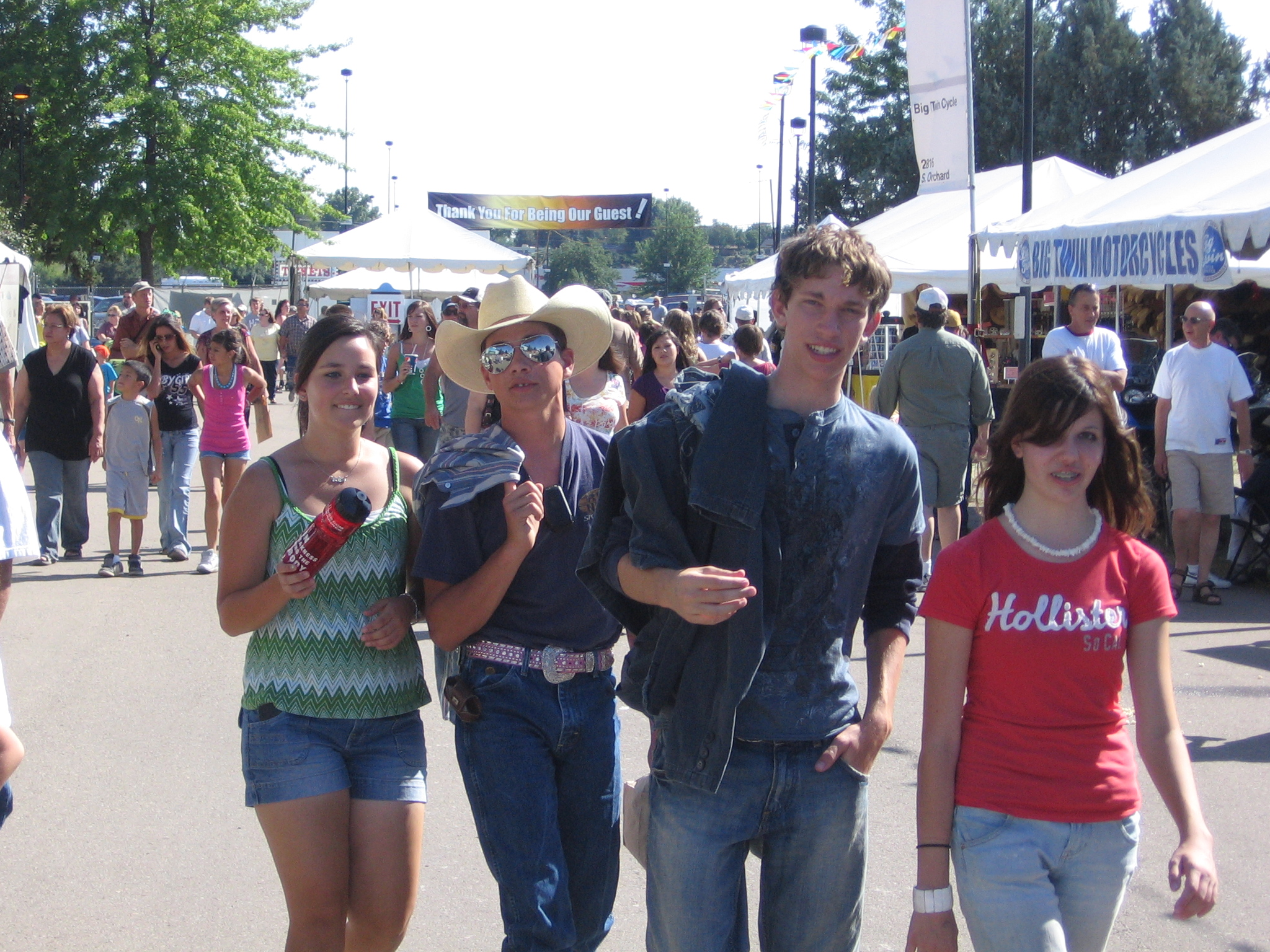
Parelles d'adolescents a Idaho, als Estats Units

L'adolescent necessita gent que tingui la seva mateixa edat i sexe per a poder compartir les seves coses: els seus interessos, dubtes, amors, inseguretats, càrregues, etc. Necessiten que sigui “igual” a ells, que tingui els mateixos problemes i inquietuds; és per això que un pare o un professor no serveixen com a amics. De les relacions d'amistat que estableixi dependrà en gran part el seu autoconcepte.
Els amics que escull l'adolescent poden ser:
- Persones amb qui l'adolescent és sent identificat. No cal que l'amic sigui igual a un mateix, simplement cal que sigui percebut així per l'adolescent.
- Persones populars dins d'un grup.
- Persones que tinguin valors complementaris. Per exemple, un jove dominant pot buscar un amic submis, i viceversa.

Característiques de l'amistat entre adolescents:
- Lleialtat.
- Intimitat (diàleg confidencial).
- Apassionada, és a dir, plena de baralles, perdons, llàgrimes...
- Inestabilitat (pròpia de la personalitat adolescent). Per exemple, en canviar de lloc d'habitatge, una amistat molt íntima pot acabar refredant-se fins a punts no imaginats.

### La relació amb els pares
Hi ha autors que presenten aquesta etapa com una època de conflictes en la relació amb els pares (posició defensada pel psicoanàlisi), mentre que altres veuen l'adolescència com una etapa tranquil·la en la relació paternal, sobretot si es comparteixen els mateixos valors, idees polítiques, religioses i socials. De fet, quan es donen problemes de relació, es deuen en el fons a una qüestió de control: Els adolescents se'n volen desfer del control parental perquè consideren que són prou madurs per decidir i fer coses per ells mateixos. La resolució de la situació dependrà bastant del tipus de control que exerceixin els pares que pot anar de molt permissiu a ser molt controlador i de l'equilibri que suposarà trobar el punt mitjà.
Si en aquesta etapa es dona un canvi de l'estructura familiar (divorci, canvi de parella d'un dels progenitors), això també pot ser motiu de problemes, ja que per una banda l'adolescent té més capacitat de raonament per comprendre la nova situació però per altra banda tendeix a ser més egoista i a afrontar malament els canvis a la seva vida.

### Timidesa
Durant aquesta etapa s'adquireix la personalitat pròpia. L'adolescent passa d'un entorn segur en què sabia el que s'esperava d'ell a un altre més insegur: ha de prendre decisions que afectaran la resta de la seva vida, com ara decidir quina carrera professional triar. El fet d'haver de "trobar-se a si mateix" buscant la pròpia identitat, de definir-se, porta a mostrar-se insegur i tímid en la conducta.
La timidesa és molt comuna durant l'adolescència: encara que no ho sembli, una quarta part dels adolescents la pateixen, encara que ho intentin ocultar. En acabar aquesta etapa, la majoria ho han superat, però no tots.
Símptomes de la timidesa:
- Enrogiment facial.
- Tremolors de mans.
- Palpitacions.
- Suors.
- Sequedat de boca.
- Tartamudeig.

Causes de la timidesa:
- Falta de confiança en un mateix.
- Pot procedir d'un complex d'inferioritat (ja sigui per un defecte real o imaginari).
- Pot aprendre’s dels pares.
- A vegades, és un “paper” que s'adopta en un lloc determinat, però no en altres.

### Obesitat
Tot i que l'obesitat és un problema per a totes les edats, assoleix una gran importància durant l'adolescència. Els hàbits alimentaris que porten a l'obesitat generalment s'adquireixen durant la infantesa però l'individu no pren consciència fins a arribar a l'adolescència, llavors alguns cauen en trastorns alimentaris com la bulímia.
Sovint es confon el sobrepès amb l'obesitat mòrbida. Per a ells, estar prim és la solució als seus problemes, i poden agafar una enorme enveja als adolescents prims. La bulímia afecta sobretot als individus de països industrialitzats, on hi ha excés de producció d'aliment i gran facilitat d'accés a ells.

### Anorèxia
És una malaltia més típica de les noies adolescents que dels nois. Comença un cop l'adolescent veu la necessitat (real o no) d'aprimar-se, i comença una dieta, o un seguit d'exercicis. Setmanes després, tot i haver-se aprimat, continuen amb la dieta, cada cop més severa.
Això ocasiona que molts cops sentin fred: així que acostumen a cobrir-se amb roba d'abrigar. Perden els seus períodes menstruals, i es distancien dels seus familiars. Acostumen a ser perfeccionistes, insegures. Estan disposades a complir el que els altres esperen d'elles. Intenten mantenir un control absolut sobre la seva aparença i els seus pensaments.

## Història

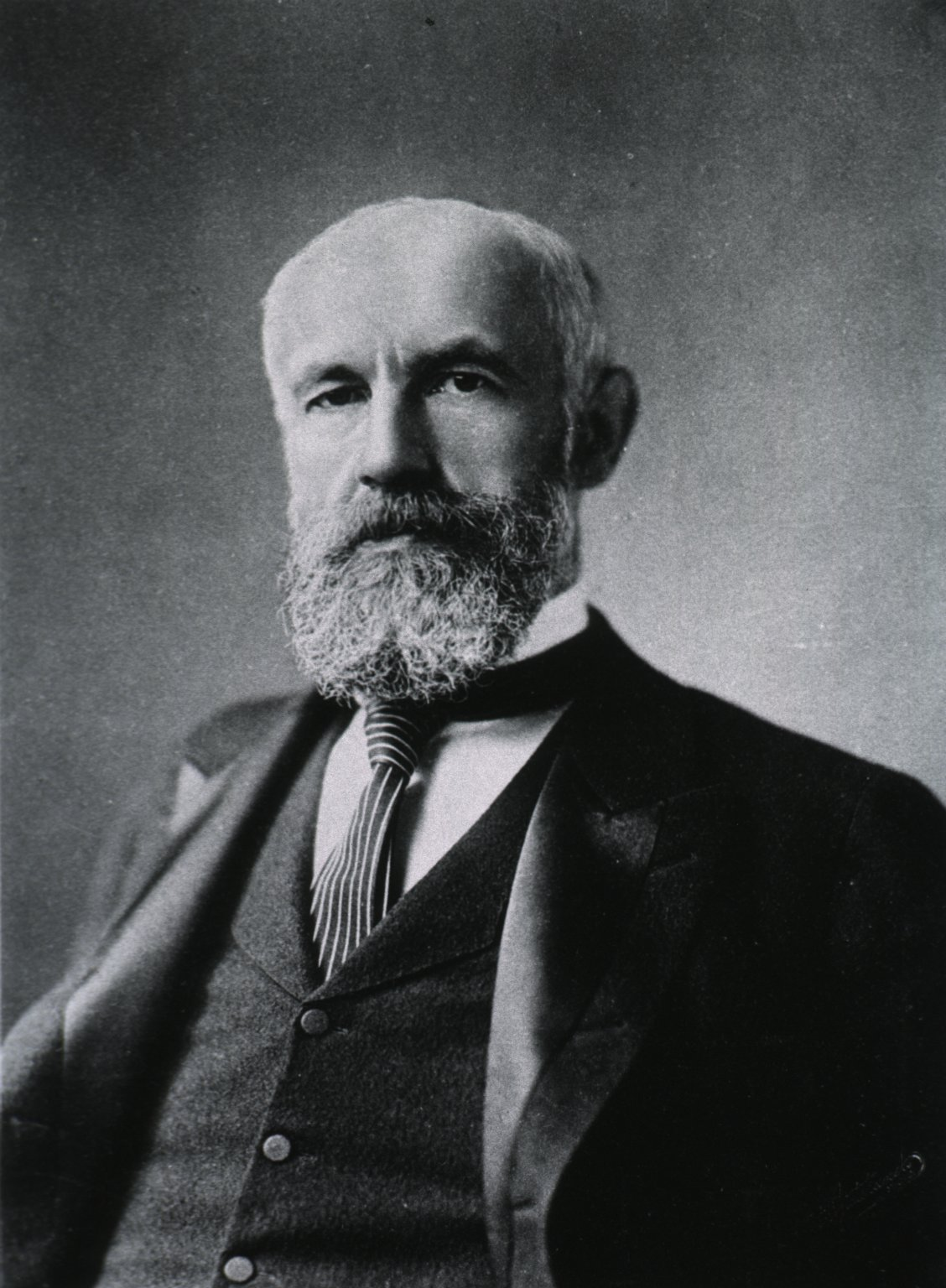
G. Stanley Hall, el primer en convertir l'adolescència en tema d'estudi psicològic.

L'estudi formal de la psicologia adolescent va començar amb la publicació de l'obra de G. Stanley Hall titulada: "Adolescència el 1904". Aquest autor era el primer president de l'Associació Americana de Psicologia (American Psychological Association) i retratava aquesta etapa de la vida com una època de gran agitació interna (en relació amb el corrent de pensament del Sturm und Drang que va influir diversos camps de l'expressió humana en l'Europa del segle xviii). Aquest concepte d'adolescència es basava en dues noves formes d'entendre el desenvolupament humà en aquell moment: la teoria de l'evolució de Darwin i la teoria de la psicodinàmica de Freud. Stanley Hall creia que l'adolescència era el resultat de la lluita entre unes tendències filogenètiques que vinculaven l'ésser humà amb una forma de conducta primitiva i per altra banda la imposició social de seguir unes pautes de conducta civilitzades. Gairebé no hi va haver crítiques a aquesta teoria fins que a la dècada del 1950, psicòlegs com Erik Erikson i Anna Freud van començar a formular les seves pròpies teories sobre l'adolescència. Anna Freud defensava la idea que els problemes psicològics associats amb l'adolescència eren de caràcter biològic i que formaven part de la cultura universal; Erikson en canvi se centrava en la dicotomia entre la formació de la identitat pròpia i el compliment amb el rol assignat.
Fins i tot amb les seves discrepàncies, aquests tres autor coincidien en veure l'adolescència com una època traumàtica i de confusió psicològica de l'individu. Els aspectes menys problemàtics, com per exemple les relacions entre iguals o la influència de la cultura, no van ser tractats fins a la dècada dels 1980. Els estudis psicològics entre el 1950 i el 1980 es van centrar a descriure patrons de conducta en l'adolescència més que en explicar-los.
Jean Macfarlane va fundar el 1927 una secció de la Universitat de Califòrnia anomenada: Berkeley's Institute of Human Development (Institució de Berkeley per l'estudi del desenvolupament humà), que en un principi es va dir Institute of Child Welfare, (Institució per al Benestar Infantil). Aquesta institució va ser l'instrument que va impulsar l'inici dels estudis sobre el desenvolupament normal, en contrast amb els estudis previs que s'havien dedicat a l'estudi de les personalitats patològiques. Els estudis es van basar en els nens i adolescents que van haver de créixer dins de l'entorn de la gran depressió econòmica que va afectar aquell país i en les circumstàncies de la Segona Guerra Mundial. L'estudi sobre el creixement d'Oakland, iniciat per Harold Jones i Herbert Stolz el 1931, tractava tant l'estudi físic, intel·lectual, com el desenvolupament social en l'àrea d'Oakland. Es van començar a recollir dades el 1932 i l'estudi va continuar fins al 1981, permetent que els investigadors recollissin dades longitudinals connectant l'adolescència amb dades a l'edat adulta. Jean Macfarlane també va encetar una guia per l'estudi, que examinava com afecten al desenvolupament de l'adolescent l'entorn socioeconòmic i l'ambient familiar.
Aquesta investigació va servir de base perquè Glen Elder, a la dècada dels 1960, es proposés fer un estudi sobre l'adolescència dins la perspectiva de tot un estudi vital. Elder va formular diversos principis descriptius del desenvolupament adolescent:
- El principi del temps històric i el lloc. Estableix que el desenvolupament d'un individu està configurat per l'època i el lloc que li toca viure durant el període de creixement.
- El principi de la importància el moment. Es refereix al diferent impacte que pot causar un esdeveniment en la vida d'una persona segons el moment del seu desenvolupament en què passi.
- El principi de la influència de les vides interconnectades. Estableix que les persones vivim en una xarxa de relacions socials que influeix en el desenvolupament de l'individu, per exemple un esdeveniment en la vida d'una mare afectarà en el desenvolupament del seu fill perquè entre ells hi ha lligams emocionals, econòmics, comparteixen casa, etc.
- El principi de l'agència humana. Afirma que el curs de la vida d'una persona es construeix a partir de decisions individuals que depenen del context històric i de la xarxa social en què es mogui.[18]

El 1984 es va constituir la Society for Research on Adolescence -SRA (Societat per la Investigació sobre l'Adolescencia) i va suposar la primera organització oficial dedicada en exclusiva a l'estudi de la psicologia en l'adolescència. Entre els primers objectius que es van plantejar estava el nature versus nurture, un debat sobre naturalesa humana i educació; que incloïa la interacció entre els adolescents i el seu entorn, considerant la cultura, els grups socials i el context històric com a elements per interpretar la conducta dels adolescents.
Alguns biòlegs com Jeremy Griffith han establert paral·lelismes entre la psicologia adolescent i la biologia evolutiva. Altres etòlegs han associat la conducta adolescent amb els processos biològics de desenvolupament del cervell humà. Jean Piaget va descriure l'adolescència com l'estadi de la vida en què l'individu comença a fer servir més el pensament abstracte i a disminuir el pensament egocèntric. Això permet raonar des d'una perspectiva més ampla.

## Posicions de la Psicologia
Dels estudis psicològics han sorgit posicions contràries respecte a com ha de tractar la societat als adolescents:
Els estudis del cervell han permès establir que aquest continua la seva formació fins aproximadament els 25 anys. En concret l'àrea del còrtex prefrontal que és l'encarregada d'executar ordres raonades i de la combinació de pensaments. Això explica un tret característic dels joves: actuar sense raonar, i que es manifesta en els adolescents en conductes arriscades que semblen implicar una creença en la invulnerabilitat, com per exemple la participació en curses de velocitat en moto o altres activitats que posen en perill la pròpia vida. En conseqüència, sorgeix l'actitud de la societat que creu que se'ls ha de protegir.
Per altra banda, hi ha psicòlegs com el Dr. Robert Epstein que veuen negativament la tendència actual en les societats industrialitzades a perllongar aquest període de la vida forçant els joves a ser immadurs.